# Lan-čou
Lan-čou (čínsky: 兰州; pinyin: Lánzhōu) je městská prefektura a hlavní město provincie Kan-su Čínské lidové republiky.

## Poloha a přírodní podmínky
Lan-čou leží v centrální části Číny podél horního toku Žluté řeky, což způsobilo jeho protáhlý tvar. Město je obklopené vysokými horami – Čchi-lien-šan, pokrytými lesy.
Lan-čou má strategicky velmi významnou polohu na začátku tzv. Kansuského koridoru, pásu měst a oáz mezi centrální Čínou a střední Asií, kudy vedla Hedvábná stezka.
Městský strom je jerlín japonský a městská květina je růže svraskalá.

## Doprava
Hlavním letiště pro Lan-čou je mezinárodní letiště Lan-čou Čung-čchuan. Od září 2015 je napojeno na železniční síť nově postavenou vysokorychlostní tratí Lan-čou – Čung-čchuan. Ze stanice Čung-čchuan letiště trvá cesta na Lančouské západní nádraží zhruba čtyřicet minut.

## Historie
Na území dnešního města od starověku existovalo obchodní středisko. V r. 81 př. n. l., pod názvem „Zlaté město“, se Lan-čou stalo sídlem okresu (sien; 縣), a později dokonce komandérie (ťün; 郡). V roce 763 byla oblast dobyta Tibeťany, zpět pod správu čínské dynastie Tchang se dostala v r. 843. Později se město dostalo do rukou Tangutské říše, v Číně známé jako Západní Sia. Lan-čou bylo dobyto zpět Sungy r. 1041. Dále se město ocitlo pod nadvládou Džürčenů z dynastie Ťin (1127) a Mongolů (1235). Když se r. 1663 od provincie Šen-si odtrhla provincie Kan-su (název „Kan-su“ se ale začal používat až roku 1666), stalo se Lan-čou jejím hlavním městem. Za povstání kansuských muslimů v letech 1864 – 1875 bylo Lan-čou těžce poškozeno.
Ve 20. a 30. letech 20. století bylo město střediskem sovětského vlivu v severozápadní Číně. V roce 1935 bylo Lan-čou propojeno silnicí se Si-anem a během čínsko-japonské války zde končila 3200 km dlouhá čínsko-sovětská silnice, sloužící pro přepravu sovětského materiálu do oblasti v okolí Si-anu. Za čínsko-japonské války bylo město samotné těžce bombardováno japonským letectvem. Po roce 1949 však Lan-čou zaznamenalo bouřlivý rozvoj, území vlastního města se zvětšilo z 16 km² v r. 1953 až na dnešních více než 2000 km².

## Administrativní členění
Městská prefektura Lan-čou se člení na devět celků okresní úrovně, a sice pět městských obvodů, tři okresy a jeden nový obvod.
|                |          |                       |                    |                                  |
| Název          | Název    | Počet obyvatel (2020) | Rozloha km² (2020) | Hustota zalidnění (obyv. na km²) |
| český přepis   | znaky    | Počet obyvatel (2020) | Rozloha km² (2020) | Hustota zalidnění (obyv. na km²) |
| Městské obvody |          |                       |                    |                                  |
| 1. Čcheng-kuan | 城关区   | 1 484 016             | 208                | 7 135                            |
| 2. Čchi-li-che | 七里河区 | 712 271               | 394                | 1 806                            |
| 3. Si-ku       | 西固区   | 407 010               | 358                | 1 136                            |
| 4. An-ning     | 安宁区   | 439 566               | 82                 | 5 340                            |
| 5. Chung-ku    | 红古区   | 143 795               | 529                | 272                              |
| Okresy         |          |                       |                    |                                  |
| 6. Jung-teng   | 永登县   | 285 549               | 5 298              | 54                               |
| 7. Kao-lan     | 皋兰县   | 125 157               | 2 112              | 59                               |
| 8. Jü-čung     | 榆中县   | 473 882               | 3 294              | 144                              |
| Nový obvod     |          |                       |                    |                                  |
| 9. Lan-čou     | 兰州新区 | 288 200               | 842                | 342                              |
|                |          |                       |                    |                                  |
| Celkem         | Celkem   | 4 359 446             | 13 120             | 332                              |

## Zajímavosti

### Reklamní cesta firmy Motokov do Mongolska a Tibetu
Na podzim roku 1956 z města vystartovala expedice s cílem provést zatěžkávací zkoušku československých nákladních automobilů Tatra 111 a Praga V3S. Cesta s plně naloženými automobily úspěšně dosáhla Lhasy, cíle expedice. Tato cesta byla připomenuta i československou poštovní známkou z roku 1958.

### Dinosaurus
V roce 2005 byl z provincie Kan-su popsán nový rod ornitopodního dinosaura, který byl na počest tohoto města pojmenován Lanzhousaurus („Ještěr z Lan-čou“).

## Galerie

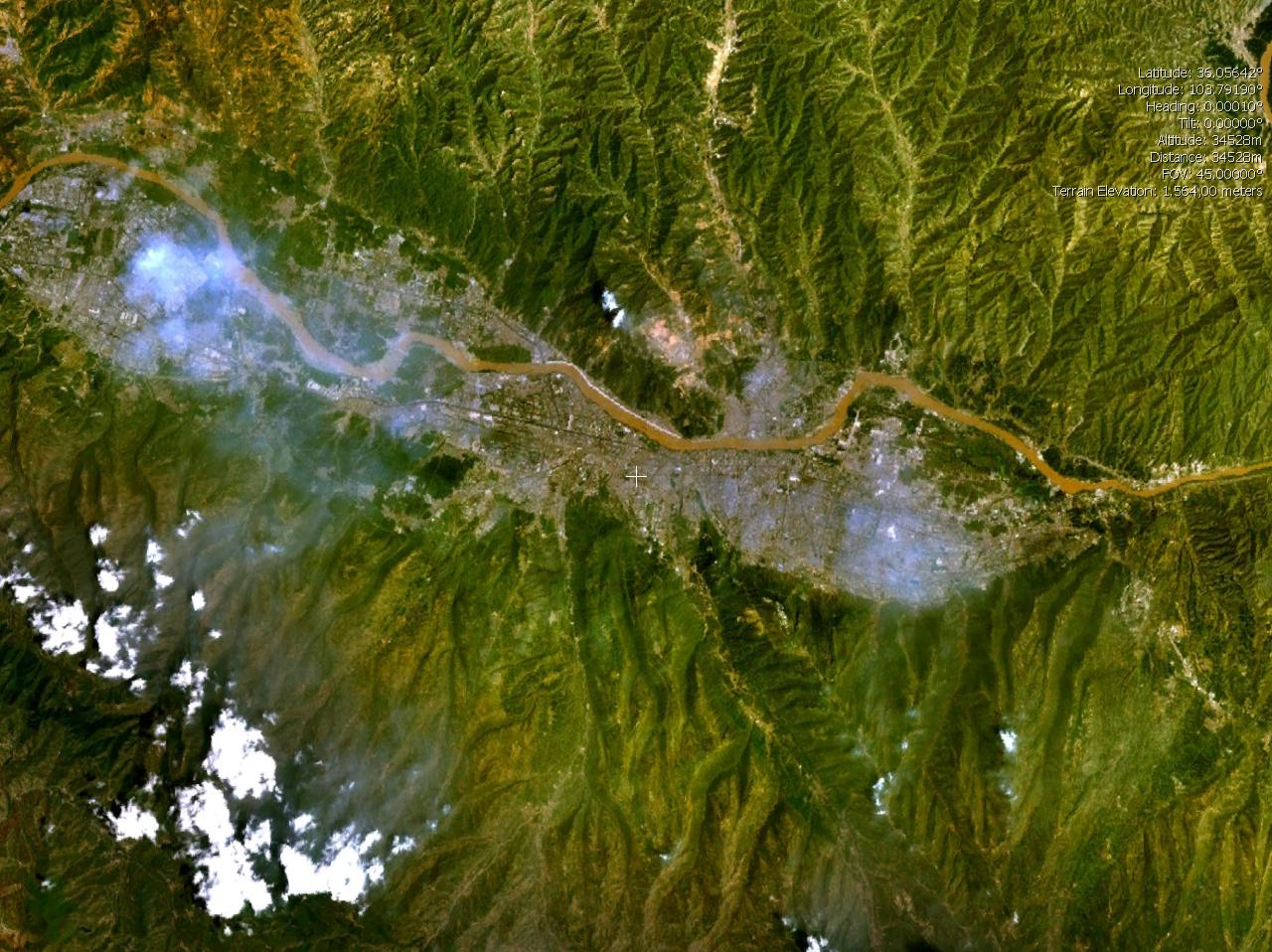
Satelitní snímek Lan-čou.
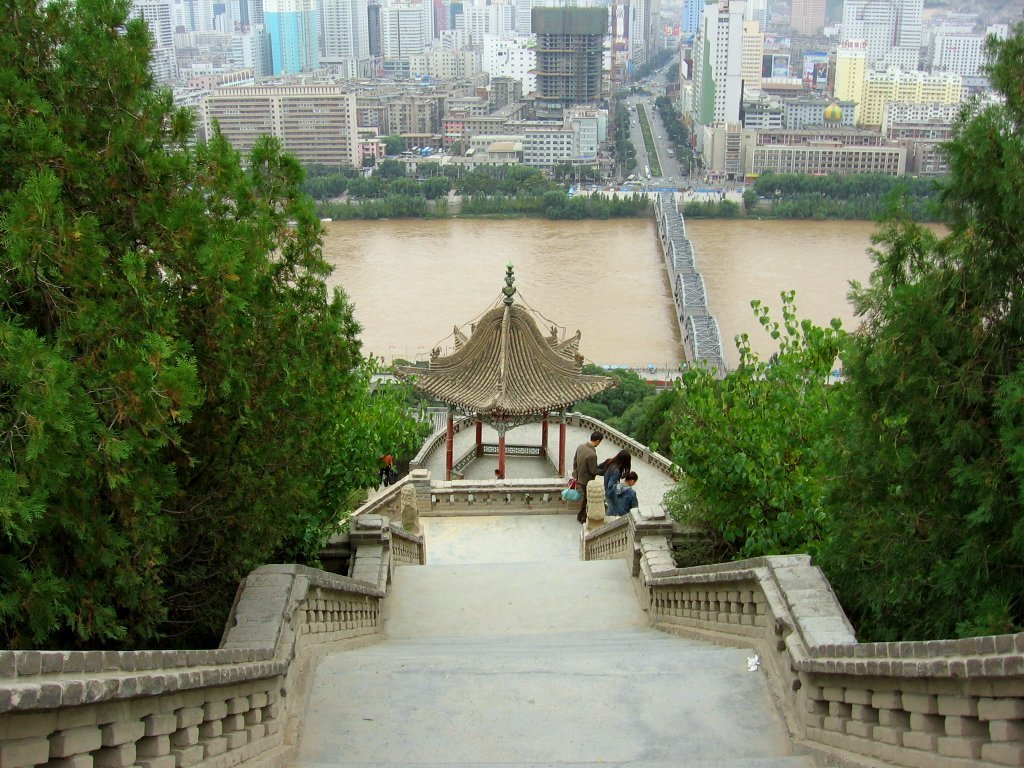
Lan-čou a Žlutá řeka od Bílé pagody.
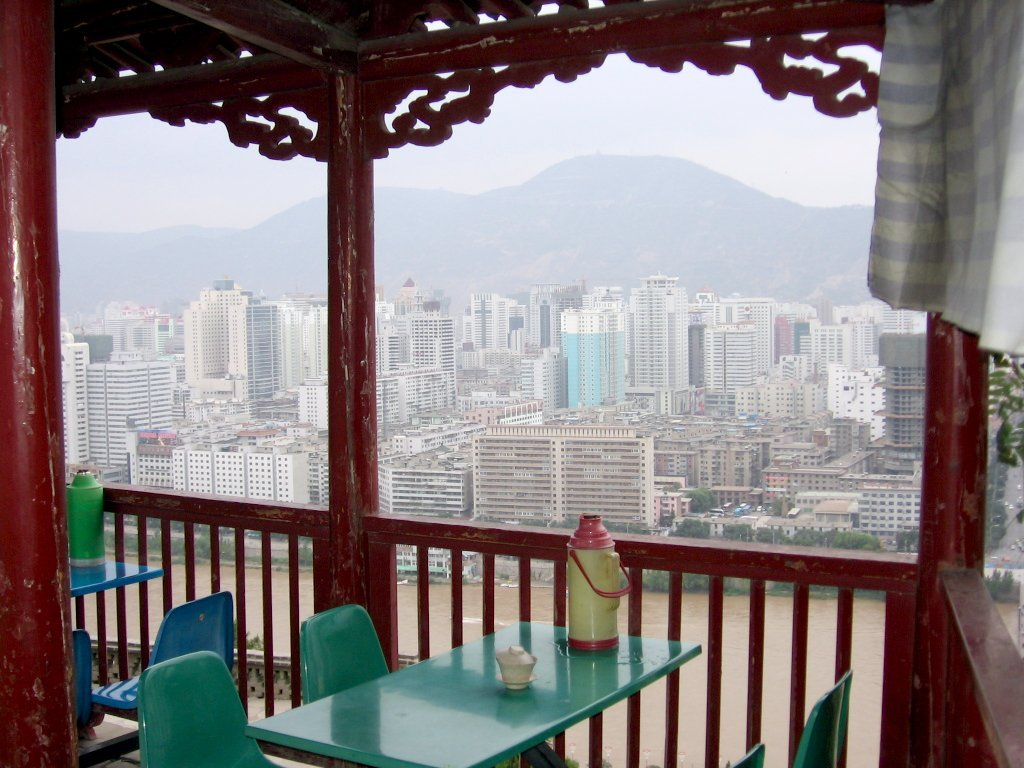
Panorama Lan-čou.

## Partnerská města
- Akita, Japonsko
- Albuquerque, USA
- Ašchabad, Turkmenistán
- Chorley, Spojené království
- Nuakšott, Mauritánie
- Penza, Rusko
- Young Shire, Austrálie